# 官僚制社会主義
官僚制社会主義（かんりょうせいしゃかいしゅぎ）とは、日本の護送船団方式や官製談合などを揶揄した言葉である。

## 概要
政治家の石井紘基は日本の官僚支配について「資本主義の仮面をつけた、官僚制社会主義国家」と語っていた。ここでいう「社会主義」とは非効率な官僚制、健全な自由競争を阻害する国家の手厚い保護などをもって揶揄的に「社会主義」と呼称したものであり、本来の意味での社会主義とは全く無縁である（ただし、「非効率な官僚制、健全な自由競争を阻害する国家の手厚い保護」は現実の社会主義国においてはよく見られた）。
日本社会が社会主義的であるとみなす意見としては、他に日本型社会主義という言葉も存在するが、日本型社会主義は肯定的評価として用いられる場合もあるが、官僚制社会主義という言葉はもっぱら否定的な評価の言葉として用いられる。